# Eerste klasse 1934-35 (voetbal België)
Het seizoen 1934/35 van de Belgische Eerste Klasse begon in de zomer van 1934 en eindigde in de lente van 1935. De competitie telde 14 clubs. Union Royale Saint-Gilloise haalde zijn derde landstitel op rij. De ploeg was in die tijd de onbetwiste topper. Union was het vorige seizoen ongeslagen gebleven, en bleef dit seizoen ongeslagen tot 3 februari 1935. Een week later maakte grote concurrent Daring Club de Bruxelles toen een einde aan een reeks van 60 ongeslagen wedstrijden, nog steeds een record. De ploeg hield er de bijnaam Union 60 aan over.

## Gepromoveerde teams
Deze teams waren gepromoveerd uit de Tweede Klasse voor de start van het seizoen:
- White Star Woluwe AC (kampioen in Eerste Afdeeling A)
- R. Berchem Sport (kampioen in Eerste Afdeeling B)

## Degraderende teams
Deze teams degradeerden naar Tweede Klasse op het eind van het seizoen:
- RRC de Gand
- Belgica FC Edegem

## Eindstand
|   |    |                             | P  | W  | G | V  | +  | -   | DS  | Ptn |
| - | -- | --------------------------- | -- | -- | - | -- | -- | --- | --- | --- |
| K | 1  | Union Royale Saint-Gilloise | 26 | 21 | 3 | 2  | 84 | 29  | 55  | 45  |
|   | 2  | K. Liersche SK              | 26 | 19 | 2 | 5  | 78 | 39  | 39  | 40  |
|   | 3  | Daring Club de Bruxelles SR | 26 | 15 | 5 | 6  | 69 | 42  | 27  | 35  |
|   | 4  | R. Beerschot AC             | 26 | 14 | 5 | 7  | 63 | 39  | 24  | 33  |
|   | 5  | R. Antwerp FC               | 26 | 13 | 4 | 9  | 80 | 55  | 25  | 30  |
|   | 6  | RCS Brugeois                | 26 | 12 | 3 | 11 | 46 | 40  | 6   | 27  |
|   | 7  | R. Standard Club Liège      | 26 | 10 | 6 | 10 | 73 | 67  | 6   | 26  |
|   | 8  | RC Malines SR               | 26 | 8  | 7 | 11 | 41 | 55  | -14 | 23  |
|   | 9  | R. Berchem Sport            | 26 | 11 | 1 | 14 | 63 | 74  | -11 | 23  |
|   | 10 | White Star Woluwe AC        | 26 | 9  | 3 | 14 | 47 | 73  | -26 | 21  |
|   | 11 | RFC Malinois                | 26 | 8  | 4 | 14 | 61 | 61  | 0   | 20  |
|   | 12 | KM Lyra                     | 26 | 8  | 3 | 15 | 49 | 75  | -26 | 19  |
| D | 13 | RRC de Gand                 | 26 | 5  | 4 | 17 | 37 | 74  | -37 | 14  |
| D | 14 | Belgica FC Edegem           | 26 | 3  | 2 | 21 | 49 | 119 | -70 | 8   |

P: wedstrijden gespeeld, W: wedstrijden gewonnen, G: gelijke spelen, V: wedstrijden verloren, +: gescoorde doelpunten, -: doelpunten tegen, DS: doelsaldo, Ptn: totaal punten
K: kampioen, D: degradeert
1895/96 · 1896/97 · 1897/98 · 1898/99 · 1899/00 · 1900/01 · 1901/02 · 1902/03 · 1903/04 · 1904/05 · 1905/06 · 1906/07 · 1907/08 · 1908/09 · 1909/10 · 1910/11 · 1911/12 · 1912/13 · 1913/14 · 1914/15 · 1915/16 · 1916/17 · 1917/18 · 1918/19 · 
1919/20 · 1920/21 · 1921/22 · 1922/23 · 1923/24 · 1924/25 · 1925/26 · 1926/27 · 1927/28 · 1928/29 · 1929/30 · 1930/31 · 1931/32 · 1932/33 · 1933/34 · 1934/35 · 1935/36 · 1936/37 · 1937/38 · 1938/39 · 1939/40 · 1940/41 · 1941/42 · 1942/43 · 1943/44 · 1944/45 · 1945/46 · 1946/47 · 1947/48 · 1948/49 · 1949/50 · 1950/51 · 1951/52 · 1952/53 · 1953/54 · 1954/55 · 1955/56 · 1956/57 · 1957/58 · 1958/59 · 1959/60 · 1960/61 · 1961/62 · 1962/63 · 1963/64 · 1964/65 · 1965/66 · 1966/67 · 1967/68 · 1968/69 · 1969/70 · 1970/71 · 1971/72 · 1972/73 · 1973/74 · 1974/75 · 1975/76 · 1976/77 · 1977/78 · 1978/79 · 1979/80 · 1980/81 · 1981/82 · 1982/83 · 1983/84 · 1984/85 · 1985/86 · 1986/87 · 1987/88 · 1988/89 · 1989/90 · 1990/91 · 1991/92 · 1992/93 · 1993/94 · 1994/95 · 1995/96 · 1996/97 · 1997/98 · 1998/99 · 1999/00 · 2000/01 · 2001/02 · 2002/03 · 2003/04 · 2004/05 · 2005/06 · 2006/07 · 2007/08 · 2008/09 · 2009/10 · 2010/11 · 2011/12 · 2012/13 · 2013/14 · 2014/15 · 2015/16 · 2016/17 · 2017/18 · 2018/19 · 2019/20 · 2020/21· 2021/22 · 2022/23 · 2023/24 · 2024/25